# Куалапу'у
Куалапу'у (енгл. Kualapuu) насељено је место за статистичке потребе у америчкој савезној држави Хаваји. По попису становништва из 2010. у њему је живело 2.027 становника.

## Демографија
Према попису становништва из 2010. у граду је живело 2.027 становника, што је 91 (4,7%) становника више него 2000. године.
| Група             | 2000.       | 2010.       |
| Белци             | 147 (7,6%)  | 170 (8,4%)  |
| Афроамериканци    | 0 (0,0%)    | 6 (0,3%)    |
| Азијати           | 324 (16,7%) | 280 (13,8%) |
| Хиспаноамериканци | 92 (4,8%)   | 131 (6,5%)  |
| Укупно            | 1.936       | 2.027       |